# SŽD-Baureihe ЭР200
Der ЭР200 (ER200) war ein bei der Rigaer Waggonfabrik (RVR) in Lettland gebauter Hochgeschwindigkeits-Triebzug.

## Geschichte
Mitte 1971 wurden Pläne der Sowjetischen Staatsbahnen bekannt, einen Schnellfahrtriebzug für die Strecke Moskau–Leningrad zu entwickeln. Bei einer Höchstgeschwindigkeit von 200 km/h sollte die Reisezeit zwischen beiden Städten von knapp fünf auf vier Stunden verkürzt werden, entsprechend einer Reisegeschwindigkeit von 162 km/h. Je nach Verkehrsbedarf sollten die ER-200-Züge acht bis 14 Wagen umfassen. Dabei bestand der Zug aus angetriebenen Mittelwagen, die teilweise mit Stromabnehmer ausgerüstet waren, und antriebslosen Steuerwagen.
Ein erster Triebzug wurde 1973 gebaut. Er erhielt die Bezeichnung ER200, dabei steht E für elektrisch, R für den Herstellerort Riga, 200 für die Höchstgeschwindigkeit. Auf Versuchsfahrten wurde eine maximale Geschwindigkeit von 236 km/h erreicht. Ab 1984 kam der Zug auf der Bahnstrecke Moskau–Leningrad planmäßig zum Einsatz. Zwei zusätzliche Steuerwagen (als Reserve) wurden 1988 gebaut. Danach wurde entschieden, einen weiteren ER200-Zug zu bauen. Der zweite ER200-(2)-Zug wurde während der Krisenzeit von 1991 bis 1994 fertiggestellt. Bis 1993 wurden die zwei Reservesteuerwagen zur Bildung eines dritten ER200 Zuges verwendet, der als 6-Wagenzug von Sankt Petersburg nach Nowgorod an Wochenendtagen verkehrte.
Der ER200 hatte bei seiner Inbetriebnahme eine große Bedeutung für das Image der Sowjetischen Staatsbahnen, ähnlich wie heute der Intercity-Express für die Deutsche Bahn. So waren auf zahlreichen Artikeln beispielsweise in Speisewagen konventioneller Züge Abbildungen des ER200 zu sehen.
Es gab konkrete Pläne zur Ablösung des ER200 durch einen neueren Zug ЭС250 (ES250, genannt Sokol („Falke“), russisch Сокол). Das Projekt wurde allerdings aus verschiedenen, vor allem Qualitätsgründen aufgegeben.
Im Jahre 2008 sind ein Steuerwagen und drei Zwischenwagen des ersten ER200 dem Sankt-Petersburger Eisenbahnmuseum übergeben worden. Am 20. Februar 2009 wurde die letzte planmäßige Fahrt des ER200 zwischen Moskau und Sankt-Petersburg unternommen. Im Mai 2009 sind zwei Waggons eines ER200 (ein Steuerwagen und ein Zwischenwagen) dem Moskauer-Eisenbahnmuseum übergeben worden. 2011 sind ein Steuerwagen und zwei Zwischenwagen dem Samaraer Eisenbahnmuseum überstellt worden.
Nachfolger des ER200 ist ein am 18. Dezember 2009 in Betrieb gegangener, von Siemens in Deutschland hergestellter Velaro, genannt Sapsan („Wanderfalke“, russisch сапсан), der eine Weiterentwicklung des deutschen ICE 3 ist. Dieser ist mit zunächst bis zu 250 km/h in Betrieb gegangen; eine mögliche Erhöhung der Höchstgeschwindigkeit auf 300 km/h für den Einsatz auf der geplanten neuen Hochgeschwindigkeitsstrecke zwischen Moskau und Sankt Petersburg ist vorgesehen.

## Konstruktiver Aufbau

### Wagenkasten

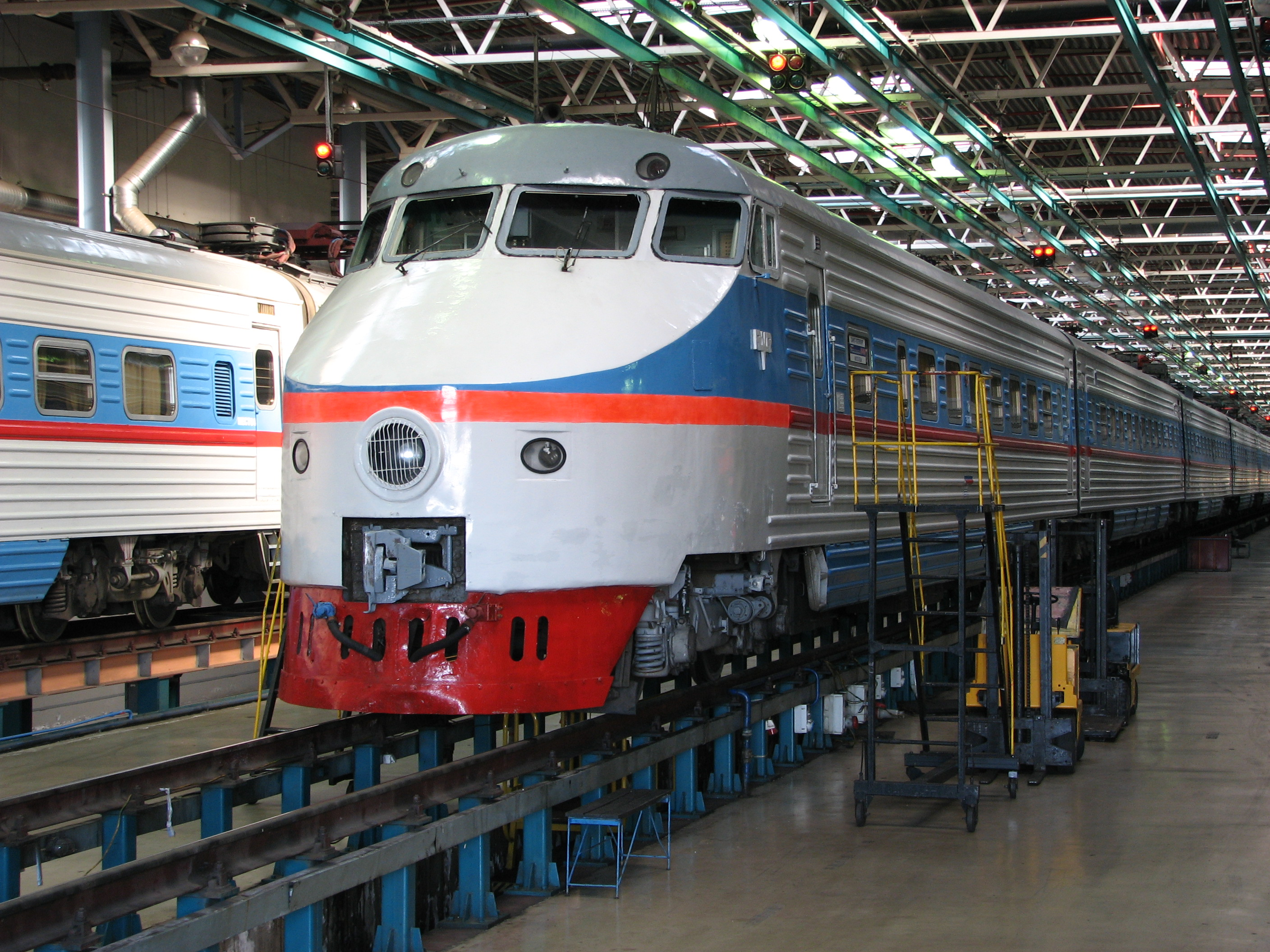
ЭР200 in einem Ausbesserungswerk

Der Wagenkasten ist in selbsttragender Konstruktion als Röhre gebildet worden. Als Werkstoff für den Wagenkasten wurde eine Aluminium-Mangan-Legierung verwendet, mit der ein Kastenprofil, bestehend aus Längs- und Querprofilen, aufgebaut wurde und mit Blechen verkleidet wurde. Der gesamte Wagenkasten war aus dem Rahmen, den beiden Seiten- und Stirnwänden, dem Dach und dem Fußboden montiert.
Die Endwagen bestanden aus dem Führerstand, einem Großraumabteil mit 28 Sitzplätzen, einem Schaffnerabteil und einem Barraum. Die Mittelwagen besaßen ein Großraumabteil mit 68 Sitzplätzen. Diese waren drehbar ausgeführt und besaßen eine verstellbare Rückenlehne. Alle Wagen besaßen bei der einheitlichen Länge von 26 m an den Enden Einstiegstüren mit entsprechenden Einstiegsräumen. Die Sitzplätze waren durch Mittelgänge mit einer Breite von 600 mm voneinander abgetrennt.
Auf Grund der hohen Geschwindigkeit des Triebzuges waren die Fenster der Wagen nicht öffnend und die Belüftung der Fahrgastabteile geschah mittels einer Klimaanlage. Diese war so ausgerüstet, dass bei einer Außentemperatur im Bereich von ± 40 °C eine Innentemperatur von 22 °C erreicht werden konnte. Die Klimaanlage befand sich unter jedem Wagen und hatte eine Kälteleistung von ca. 29 kW, womit ein stündlicher Luftumlauf von 5.000 m3 pro Wagen möglich war. Alle Fahrzeuge des Zuges erhielten eine umfangreiche Wärme- und Schalldämmung. Alle Wagen besaßen eine durchgehende Telefon- und Fernsprechanlage.

### Antriebsanlage

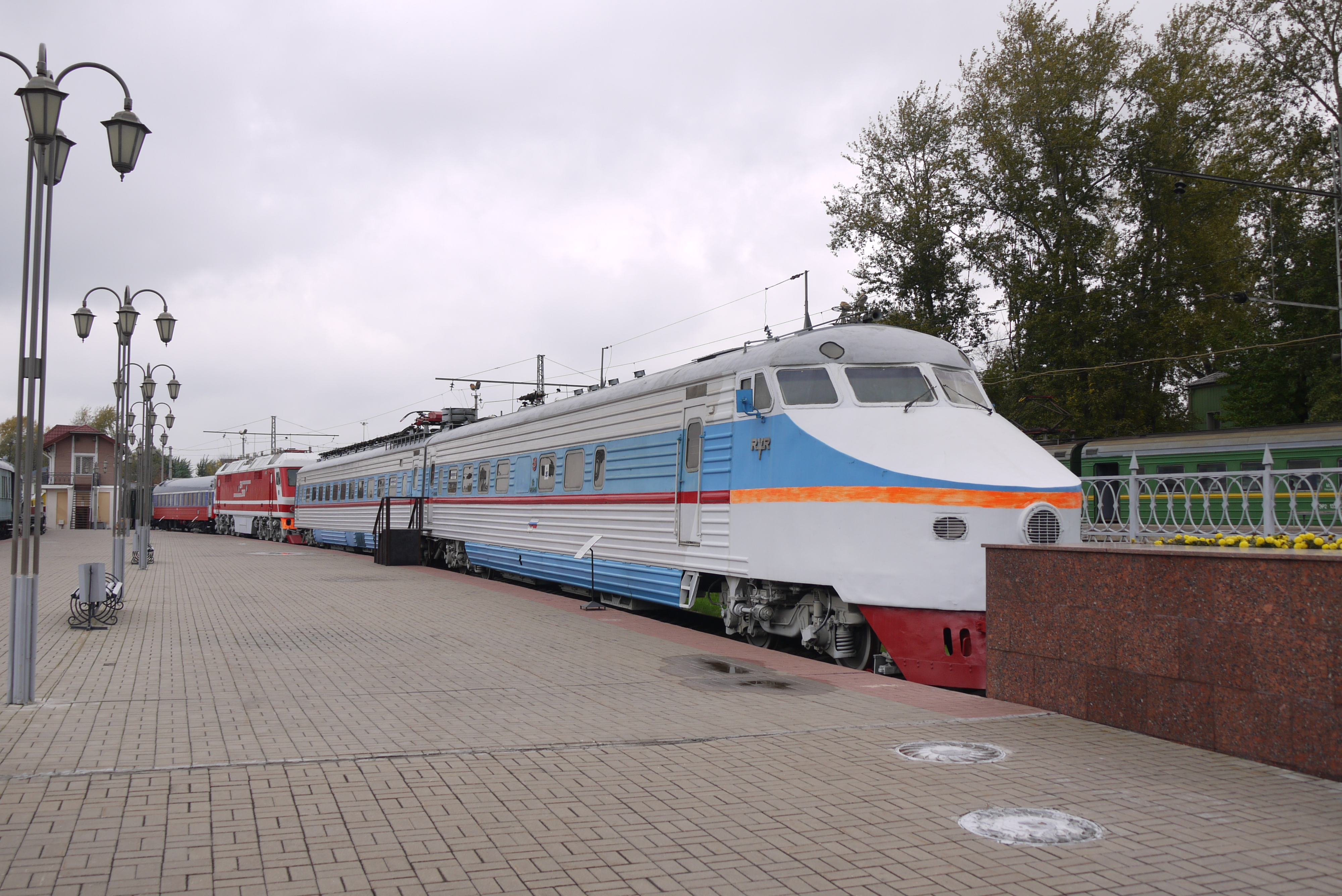
ЭР200.105 in dem Sankt-Petersburger Eisenbahnmuseum

Je zwei Wagen eines Zuges bildeten eine elektrische Einheit. Während in einem Antriebswagen außer den Stromabnehmern die Hauptfahrausrüstung unterflur installiert war, befand sich in dem anderen Wagen die Hilfsausrüstung. Zur Hauptfahrausrüstung zählte die Regelung für alle Fahrmotoren in Thyristorbauweise sowie die Anfahr- und Bremswiderstände. Zu den Hilfsausrüstungen zählten der Motor-Generator, der Batterie-Akkumulator mit Ladeeinrichtung sowie die Kompressoren für die Drucklufteinrichtung. Vom Batterie-Akkumulator mit Ladeeinrichtung wurden die Stromkreise der Automatik, die Magnetschienenbremse und die Notbeleuchtung gespeist. Der Generator speiste die Asynchronmotoren der Klimaanlage, die Lüfter zum Kühlen der Anfahr- und Bremswiderstände sowie die Fahrzeugbeleuchtung. Auch die Steuerwagen des Zuges verfügten über diese Hilfsausrüstung. Zusätzlich waren hier noch ein Frequenzwandler auf 400 Hz und Aggregate der Automatik für die automatisierte Zugführung installiert.
Jeder Antriebsmotor besaß eine Leistung von 215 kW. Bei einer Achsfolge von Bo' Bo' der Mittelwagen besaß z. B. der zwölfteilige Zug in dem Bereich von 0 bis 120 km/h eine Beschleunigung von 0,32 m/s2. Die Restbeschleunigung bis 200 km/h wurde mit 0,05 m/s2 erzielt. Damit war es möglich, nach 4,5 Minuten und 9 km Fahrt die Höchstgeschwindigkeit von 200 km/h zu erreichen und sie auch bei einer Steigung von 8 ‰ halten zu können.

### Laufwerk

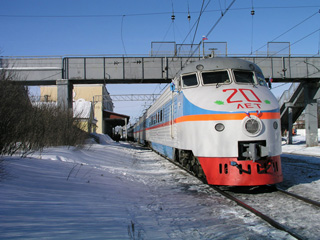
ЭР200 mit der Aufschrift zum 20-jährigen Einsatzjubiläum

Der Drehgestellrahmen bestand aus zwei gekröpften Langträgern sowie zwei stirnseitigen und einem mittleren Querträger, der auch die Führung durch den Drehzapfen übernahm. Die Fahrmotoren waren elastisch in dem Drehgestellrahmen gelagert. Vom Fahrmotor führte eine elastische Kupplung zu dem einstufigen Getriebe, das zum einen an einer Konsole des Rahmenquerträgers elastisch befestigt war und sich zum anderen auf die Achswelle abstützte. Die Übersetzung des Getriebes betrug 1:2,35. Alle Räder mit Ausnahme der ersten beiden Räder des Steuerwagens besaßen eine elektropneumatische Scheibenbremse, sie wirkte gemeinsam mit der elektrischen Bremse.
Besondere Aufmerksamkeit wurde den Lauf- und Federeigenschaften der Wagen gelegt. Die Drehgestelle erhielten eine zweistufige Federaufhängung, und zwar für die Primärfederung Schraubenfedern mit hydraulischen Dämpfern, und für die Sekundärfederung Luftfedern. Diese Federung war besonders für die Dämpfung von hoch- und niederfrequenter Schwingungen in der Horizontalen sowie der Vertikalen geeignet und bestand aus einem Gewebebelag aus Gummi und Kordgewebe. Ständig wurde die Lage des Wagenkastens automatisch eingestellt und überwacht, was mit Hilfe von an den Enden des unteren Federstützbalkens angeordneten Reglern geschah.

### Bremseinrichtung

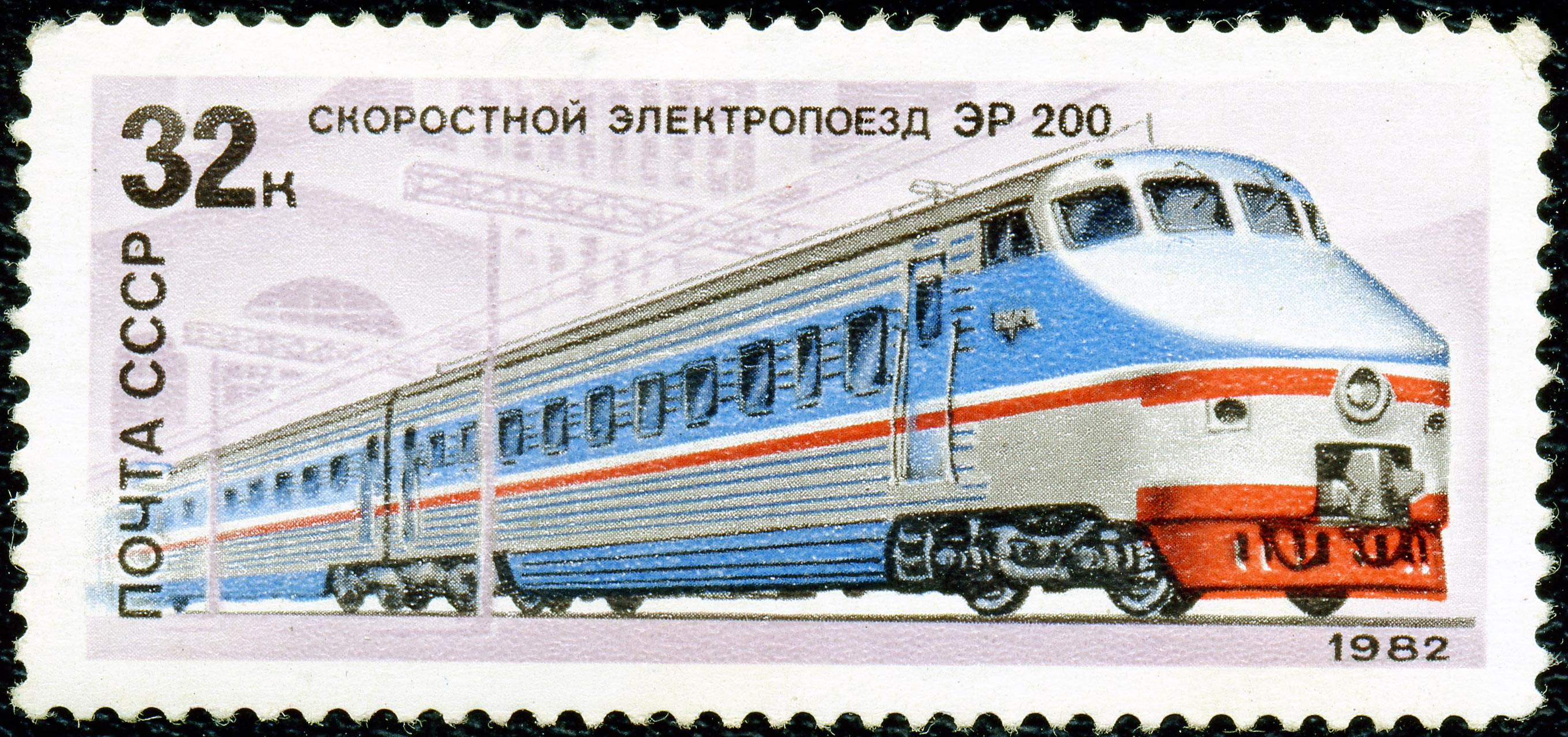
ЭР200 auf einer Briefmarkendarstellung im Jahr 1982

Ausgerüstet war der Zug mit drei verschiedenen Bremssystemen, und zwar mit der Elektropneumatischen Scheibenbremse, der Magnetschienenbremse und der elektrischen Bremse in den Antriebswagen. Bei letzterer konnte die gewonnene Energie noch nicht in die Fahrleitung zurückgespeist werden, sondern wurde in Belastungswiderständen vernichtet. Die Bremsverzögerung betrug bei der elektrischen Bremse von 200 km/h bis 80 km/h ca. 0,45 m/s2. Mit Zuschaltung der Elektropneumatischen Scheibenbremse konnte diese Verzögerung auf 0,8 m/s2 gesteigert werden. Beide Bremssysteme konnten über einen elektropneumatischen Regler gekuppelt werden.
Bei einer Schnell- bzw. Notbremsung wurde noch die Magnetschienenbremse mit hinzugezogen, damit betrug der Bremsweg von 200 km/h bis Stillstand ca. 1.600 m.

### Hilfseinrichtungen
Da der ЭР200 nicht auf besonderen Gleisanlagen zum Betrieb vorgesehen war, waren zu seinem Betrieb auf der vorgesehenen Strecke besondere Steuerungs- und Überwachungseinrichtungen notwendig.
Zum Beispiel gehörte zu dem Fahrzeug ein automatischer Geschwindigkeitsmesser. Er erhielt die Informationen über die zurückgelegte Geschwindigkeit von den Achsgebern und zeigte Abweichungen zwischen vorgegebener und zulässiger Geschwindigkeit an.
Bei Ablieferung besaß der Triebzug ein automatisches Zugführungssystem, wodurch sich der Lokführer vollständig auf die Beobachtung der Strecke konzentrieren konnte. Das System arbeitete mit einer Genauigkeit von ±30 s und informierte den Lokführer ständig über die ordnungsgemäße Arbeit des Systems. Dieses Programm besaß Daten für Weg, Zeit und zulässige Geschwindigkeit auf der Strecke, es hielt die zulässige Geschwindigkeit in Bereichen von ±5 km/h ein, schaltete Fahrmotoren bei Bedarf zu oder ab und steuerte die Bremsanlage.
Das Fahrzeug besaß ebenfalls eine elektronisch geregelte Schleuderschutz- und Gleitschutzeinrichtung. Sobald eine Antriebsachse zum Schleudern neigte, wurde die Zugkraft über Thyristoren entsprechend geregelt und der Schlupf beseitigt. Außerdem verhinderte diese Anlage eine überzogene Bremswirkung.